# انجمن بین‌المللی بوکس زنان
انجمن بین‌المللی بوکس زنان ((به انگلیسی: Women's International Boxing Association)(اختصاری WIBA)) یک نهاد ناظر برای بوکس حرفه‌ای زنان است. این انجمن در ژوئیه سال ۲۰۰۰ تأسیس شد و به سرعت به یکی از سازمان‌های بسیار تأثیرگذار و معتبر در این رشته ورزشی تبدیل شد. از زمان تأسیس، این انجمن نقش حیاتی در پیشرفت و ارتقای بوکس زنان در سراسر جهان ایفا کرده است.

## تاریخچه
انجمن بین‌المللی بوکس زنان رسماً توسط رایان ویسو از ایالات متحده آمریکا و لوئیس بلو دیاز از کلمبیا تأسیس شد. رایان ویسو رئیس و مالک این انجمن است و نقش کلیدی در مدیریت و هدایت این سازمان دارد. لوئیس بلو دیاز نیز ریاست شورای جهانی بوکس مردان (UBC) را بر عهده دارد، نهادی کمتر شناخته‌شده که در زادگاه بلو، کارتاگنا، کلمبیا مستقر است. شورای جهانی بوکس مردان، یک سازمان مستقل از انجمن بین‌المللی بوکس زنان است و تمرکز آن بیشتر بر بوکس مردان است.
انجمن بین‌المللی بوکس زنان خود را به دلایل مختلف یک سازمان معتبر و برجسته قهرمانی می‌داند. این سازمان به دلیل رتبه‌بندی‌های دقیق، حرفه‌ای و به‌روز خود همواره مورد تحسین متخصصان و علاقه‌مندان به بوکس قرار گرفته است. هرچند کیفیت مبارزات قهرمانی این انجمن در برخی موارد متغیر بوده، اما بسیاری از بوکسورهای مطرح و شناخته‌شده در سطح جهانی، در دوران حرفه‌ای خود موفق به کسب عناوین مختلف از این سازمان شده‌اند.
'انجمن بین‌المللی بوکس زنان مبارزات قهرمانی را در مناطق مختلفی از جهان از جمله آسیا، اروپا، آمریکای جنوبی، کارائیب و ایالات متحده آمریکا برگزار کرده است. این سازمان از نظر جغرافیایی بسیار متوازن عمل می‌کند و به زنان بوکسور از سراسر جهان فرصت‌هایی برای رقابت و نمایش توانایی‌های خود می‌دهد. با این رویکرد جهانی، انجمن توانسته است به ترویج و گسترش ورزش بوکس زنان در سطح بین‌المللی کمک قابل‌توجهی کند.
این انجمن همچنین به دلیل برخی از «اولین‌ها» در این ورزش مورد تقدیر و ستایش قرار گرفته است. یکی از مهم‌ترین دستاوردهای این انجمن، ایجاد بخش ۱۰۲ پوندی برای بوکس زنان بود، که با این اقدام به نیاز بوکسورهای زن در کلاس‌های وزنی پایین‌تر پاسخ داده شد. این اقدام انقلابی باعث شد زنان بیشتری بتوانند در سطح حرفه‌ای به رقابت بپردازند. علاوه بر این، این انجمن به خاطر نقش خود در قانونی کردن بوکس حرفه‌ای زنان در فیلیپین اعتبار زیادی به دست آورد. قبل از آن، بوکس حرفه‌ای زنان در فیلیپین قانونی نبود، با وجود اینکه این کشور تیم بوکس آماتور زنان قدرتمندی داشت. رایان ویسو و انجمن بین‌المللی بوکس زنان با همکاری هیئت بازی‌ها و سرگرمی‌های فیلیپین (GAB)، که بر تمامی ورزش‌های حرفه‌ای در این کشور نظارت دارند، موفق به تغییر قوانین شدند تا زنان نیز بتوانند به صورت حرفه‌ای در فیلیپین مبارزه کنند. این انجمن همچنین برگزارکننده اولین مبارزه عنوان قهرمانی، چه برای مردان و چه زنان، در گویان و ماکائو بود.
انجمن بین‌المللی بوکس زنان تمامی بوکسورهای حرفه‌ای زن شایسته را، از جمله قهرمانان دیگر نهادهای ناظر، رتبه‌بندی و ارزیابی می‌کند. این انجمن همچنین از مبارزات متحد با دیگر سازمان‌های مهم ناظر بر بوکس زنان مانند فدراسیون بین‌المللی بوکس زنان و شورای جهانی بوکس (WBC) حمایت و پشتیبانی می‌کند. این اتحادها باعث افزایش رقابت و بهبود سطح کیفی مبارزات در بوکس زنان می‌شود.
قهرمانان فعلی و پیشین این انجمن شامل بوکسورهای مشهوری مانند لیلا علی، جکی فریزر-لاید، آن وولف، لیتیسیا رابینسون، جینا گیدی، سومیا آنانی، کارا رو، چول هالبک، ماریبل زوریتا، ریا رام‌نارین، امیکو رایکا، مارسلا آکونیا، آدا ولاز، آنیتا کریستنسن، ملیندا کوپر، جنیفر الکورن، ژانین گارساید، مری جو سندرز، دودا یانکوویچ، ملیسا هرناندز و سیلویا شارپر هستند. هر یک از این بوکسورها با موفقیت‌هایشان به توسعه و پیشرفت بوکس زنان کمک کرده‌اند.

## قهرمانان فعلی
| وزن           | قهرمان            | شروع دوره      | روزها | رکورد  |
| ------------- | ----------------- | -------------- | ----- | ------ |
| اتم‌ویت        | دنیز کسل          | ۲۶ اکتبر ۲۰۱۹  | 1967  | ۳–۲    |
| مینی فلای‌ویت  | آسیه اوزلم شاهین  | ۱۶ مارس ۲۰۱۹   | 2191  | ۲۵–۲–۱ |
| لایت فلای‌ویت  | خالی              |                |       |        |
| فلای‌ویت       | خالی              |                |       |        |
| سوپر فلای‌ویت  | سوزی رمضان        | ۱۵ فوریه ۲۰۲۰  | 1855  | ۲۸–۳   |
| بنتام‌ویت      | روزالیندا رودریگز | ۲۳ مارس ۲۰۱۹   | 2184  | ۱۱–۰   |
| سوپر بنتام‌ویت | رورو یانگ         | ۳۰ مه ۲۰۲۴     | 289   | ۶–۰–۰  |
| فدرویت        | خالی              |                |       |        |
| سوپر فدرویت   | بو می ره شین      | ۱۷ مارس ۲۰۱۹   | 2190  | ۹–۱–۳  |
| لایت‌ویت       | خالی              |                |       |        |
| لایت ولترویت  | آلیشیا کومر       | ۲۹ آوریل ۲۰۱۷  | 2877  |        |
| ولترویت       | کیتلین فلان       | ۱۷ اکتبر ۲۰۲۰  | 1610  | ۴–۰    |
| لایت میدل‌ویت  | خالی              |                |       |        |
| میدل‌ویت       | اما کوزین         | ۱۵ دسامبر ۲۰۱۷ | 2647  | ۱۹–۰–۱ |
| سوپر میدل‌ویت  | اما کوزین         | ۱۴ اکتبر ۲۰۱۸  | 2344  | ۱۹–۰–۱ |
| لایت هوی‌ویت   | خالی              |                |       |        |
| هوی‌ویت        | خالی              |                |       |        |